# Abu Kálídzsár Marzbán
Abu Kálídzsár Marz(u)bán (tudományos átiratban Abū Kālīǧār Marz(u)bān, arab betűkkel أبو كاليجار مرزبان; Siráz?, 1010 k. – Fársz, 1048 októbere) a dajlami származású Buvajhidák dinasztiájának tagja, 1024-től Fársz, 1028-tól Kermán, 1044-től pedig Mezopotámia ura és főemír volt. Családjából utolsóként egyesítette ezeket a területeket egy kézben.
Apja, Szultán ad-Daula 1024 decemberében bekövetkezett halála után a tizenkét esztendős Abu Kálídzsár örökölte a trónt Sirázban, amit a dajlamiakból álló hadsereg és kormányzat támogatásával meg is tudott tartani nagybátyja, a Kermánt uraló Kivám ad-Daula ellenében, aki Mahmúd gaznavida szultán támogatásával megpróbálta elragadni tőle Fárszot. 1028-ban, Kivám ad-Daula halálakor annak emírsége is Abu Kálídzsárra szállt, aki ezután nyugat felé fordította a figyelmét, és a Bagdadban uralkodó nagybátyja, Dzsalál ad-Daula ellen kezdett háborúzni. Ennek során elfoglalta Baszrát is, amivel Dzsalál ad-Daula emírsége Bagdad és Vászit városára szűkült. A küzdelem nem volt állandó jellegű: miután 1032/1033-ban gaznavida csapatok szállták meg Kermánt, Abu Kálídzsár mezopotámiai segélycsapatokkal tudta kiverni őket onnan három évre rá. 1036/1037 folyamán egy török tiszt lázadását kihasználva ismét támadásba lendült nagybátyja ellen, és bár nem tudta elfoglalni Bagdadot, Dzsalál ad-Daula kénytelen volt elismerni a főségét. Ez a főemír 1044 márciusában bekövetkezett haláláig névleges maradt.
Dzsalál ad-Daula elhunytát követően Abu Kálídzsár örökölte meg az iraki fejedelemséget is, de elődeivel ellentétben meg sem próbált odaköltözni. Fárszban uralkodásának nagy része nyugalmasan telt. Kormányzatát a tehetséges vezír, a kultúra patrónusaként is ismert Bahrám ibn Máfinna vezette 1041/1042 során bekövetkezett haláláig. Ekkoriban azonban már komoly problémák jelentkeztek Iránban is: a Szeldzsuk-család vezette oguz törökök az 1030-as években elfoglalták Horászánt, 1040-ben döntő csapást mértek a Gaznavidákra, majd kiterjesztették befolyásukat a dzsibáli területeket uraló Kákujidákra, akik ezután megpróbáltak egyensúlyozni Abu Kálídzsár és Togril bég között. A törökök 1046-tól kezdve már Irakot fenyegették. A török nyomás elől nagy számban érkeztek kurdok Fárszba, akiket a dajlami hadsereg nem tudott kordában tartani, és a vidék nagy részét a hatalmuk alá kerítették. Ennek tudható be, hogy Abu Kálídzsár 1044-től kezdve erődítési munkálatokat végeztetett Sirázon.
A szelzsuk előretörésre válaszul Abu Kálídzsár fegyverszünetet kötött Togrillel, és sorsára hagyta Irakot. 1048-ban a kermáni helytartó fellázadt és a szeldzsukoknak esküdött hűséget, mire a buvajhida uralkodó kivonult ellene, és bár elismertette a főségét, a hazaúton meghalt az év októberében. Kermán azonnal a szeldzsuk Kávurd kezébe került. Irakot és a főemíri címet Abu Naszr nevű fia viselte, aki az al-Malik ar-Rahím („a könyörületes király”) néven uralkodott; őt 1055-ben buktatták meg Togril csapatai. Fársz tényleges ura a sabánkára kurdok vezetője, Fadlúja ibn Ali lett, de a fejedelmi széket Abu Kálídzsár másik fia, Abu Manszúr Púlád Szutún foglalta el, akit 1062-ben szintén a szeldzsukok tettek le a trónról, így véget vetve a Buvajhidák uralmának.